# Chính phủ Đại Đạo
Chính phủ Đại Đạo là một chính phủ bù nhìn tồn tại thời gian ngắn được chính thức thành lập ở Phố Đông vào ngày 5 tháng 12 năm 1937 để quản lý những phần lãnh thổ bị Nhật Bản chiếm đóng ở Thượng Hải trong giai đoạn đầu của cuộc Chiến tranh Trung-Nhật.